# Expedición francesa al Annapurna de 1950

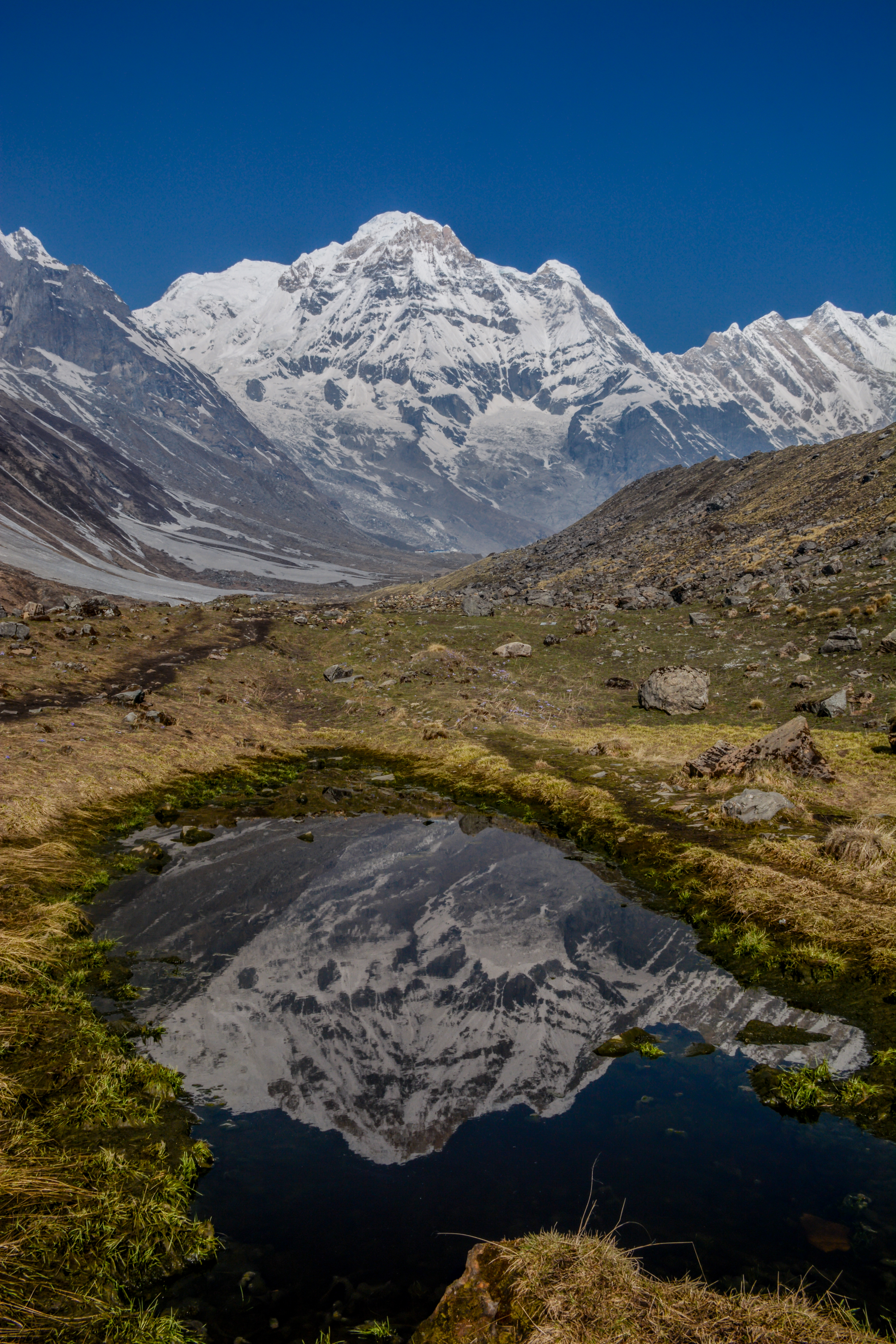
El Annapurna visto desde el campamento base

La expedición francesa al Annapurna de 1950, liderada por Maurice Herzog, alcanzó con éxito por primera vez la cima de la montaña (situada a 8091 m sobre el nivel del mar), el pico más alto del macizo del Annapurna. El pico se encuentra en Nepal, cuyo gobierno había autorizado la expedición, siendo la primera ocasión en la que se había permitido una expedición dedicada al montañismo en más de un siglo. Después de no poder subir el Dhaulagiri de 8167 m, el pico cercano más alto por el oeste, el equipo intentó el Annapurna con Herzog y Louis Lachenal llegando a la cumbre el 3 de junio de 1950. Sin embargo, solo con la considerable ayuda de su equipo pudieron regresar con vida, habiendo sufrido lesiones muy graves por congelación.
El Annapurna pasó a ser la montaña más alta que se había ascendido hasta su cima, superando la altura lograda por la expedición al Nanda Devi de 1936, convirtiéndose además en el primer ochomil en ser escalado. La hazaña fue un gran logro para el montañismo francés y atrapó la imaginación del público, mereciendo la portada de un número de la revista Paris Match que fue un récord de ventas. Herzog escribió un libro inmensamente popular titulado Annapurna, lleno de descripciones vívidas del esfuerzo heroico y del angustioso sufrimiento padecido, que años después comenzaría a ser criticado por su visión posiblemente demasiado egocéntrica de los hechos.

## Trasfondo

### Montañismo en el Himalaya después de la Segunda Guerra Mundial
El Annapurna está en el Nepal, en la zona del Himalaya Oriental, y nadie había intentado escalar la montaña antes de 1950. Todas las expediciones de montañismo del Himalaya anteriores a la Segunda Guerra Mundial habían evitado Nepal, viajando a través del Tíbet o de la India, pero en 1949, alarmado de que los comunistas parecían estar tomando el control, el Tíbet expulsó a todos los funcionarios chinos y cerró sus fronteras a los extranjeros. En octubre de 1950, la anexión del Tíbet a la República Popular China hizo que sus fronteras permanecieran cerradas indefinidamente.
Durante más de cien años, Nepal, gobernado por la dinastía Rana, no había permitido que los exploradores o montañeros entraran al país. Sin embargo, en 1946, una posible revolución patrocinada por los comunistas era incluso menos bienvenida que la influencia occidental, por lo que Nepal entabló conversaciones diplomáticas con los Estados Unidos. Con la esperanza secreta de poder utilizar Nepal como un punto de lanzamiento de misiles durante la Guerra Fría, los Estados Unidos dieron la bienvenida a la nueva situación. Se permitieron las expediciones científicas, pero en 1948 se rechazaron dos solicitudes de expediciones puramente de montañismo realizadas por Suiza y Gran Bretaña. Un año más tarde se permitió el paso a los montañistas siempre que acompañasen a los científicos expedicionarios. El primer permiso concedido por Nepal para una expedición exclusivamente de montañismo, lo recibió en 1950 una propuesta francesa para escalar el Dhaulagiri o el Annapurna.

### Montañismo francés
El montañismo alpino era inmensamente popular en Francia (el Club Alpino Francés tenía 31.000 miembros en 1950) y los montañeros más importantes solo eran superados en popularidad por los futbolistas más conocidos. Aunque entre los montañeros franceses figuraban algunos de los principales alpinistas del mundo, no se habían aventurado mucho más allá de los Alpes, mientras que sus homólogos británicos, aunque con menos experiencia en las paredes de roca, habían estado reconociendo el Himalaya a través de una India que ya no era británica. Además, después de las penalidades de la Segunda Guerra Mundial, un éxito en montañismo podría contribuir a elevar la moral de la población francesa.

## Planificación de la expedición
En 1949, el Club Alpino Francés solicitó permiso al gobierno nepalí para llevar a cabo una expedición importante. El momento resultó ser ideal, porque se les permitió intentar escalar el Dhaulagiri o el Annapurna en el remoto noroeste de Nepal. Las dos cadenas montañosas, cada una con muchos picos altos, bordean la gran garganta de Kali Gandaki: el Dhaulagiri I y el Annapurna I, los picos más altos de cada cordillera, superan los 8000 m, y no contaban con intentos anteriores de escalarlos. La región solo había sido explorada ocasionalmente con anterioridad y las alturas de las montañas habían sido determinadas por topógrafos con teodolitos de precisión desde lugares lejanos en la India. Otras naciones consideraron que se les debería haber dado prioridad, pero Nepal había favorecido a Francia. En Gran Bretaña tenían la esperanza de que la rivalidad internacional cesara después de la guerra, pero esta no era la opinión del gobierno francés (que proporcionaba un tercio de los recursos) o de los patrocinadores industriales y bancarios, por lo que la empresa debía ser estrictamente francesa.
Lucien Devies, la persona más influyente en el alpinismo francés, fue el responsable de reunir un equipo, y eligió a Maurice Herzog, un experimentado escalador aficionado, para ser el líder de la expedición. Lo acompañarían tres guías profesionales de Chamonix más jóvenes que Herzog, Louis Lachenal, Lionel Terray y Gaston Rébuffat, y otros dos alpinistas aficionados, Jean Couzy y Marcel Schatz. El médico era Jacques Oudot y el intérprete y oficial de transporte era el diplomático Francis de Noyelle. La única persona que había estado anteriormente en el Himalaya era Marcel Ichac, fotógrafo y director de fotografía de la expedición. Los tres guías de montaña hubieran preferido un enfoque internacional; pero Herzog dio por bueno el planteamiento oficial de la escalada, convencido de la importancia del prestigio que podía reportar a Francia. No se pagó, ni siquiera los guías profesionales. El maharajah de Nepal, encomendó a G.B. Rana que se encargara de facilitar a la expedición el personal de enlace local, los traductores y la organización general.
Dos días antes de la partida, Devies reunió a todo el equipo y les pidió que juraran que obedecerían a su líder en todo.

## Traslado de la expedición y reconocimiento del terreno

### Salida y marcha
El 30 de marzo de 1950, la Expedición Francesa al Annapurna voló en un Douglas DC-4 de Air France desde París a Nueva Delhi (con varias paradas de reabastecimiento de combustible), transportando 3.5 toneladas de suministros que incluían cuerdas y ropa exterior de nailon, chaquetas rellenas y botas de cuero forradas con fieltro y suelas de goma, en general una equipación innovadora. La mayor parte de su comida debía comprarse localmente y habían decidido no utilizar oxígeno embotellado. Otro avión los llevó a Lucknow, donde se encontraron con Ang Tharkay, el sirdar de gran experiencia de la expedición Un tren los llevó a Nautanwa, donde se encontraron con los otros sherpas y entraron a Nepal para viajar en camión a través de la jungla y luego a los campos cubiertos de hierba hasta Butwal, donde la carretera terminaba. Durante la marcha emprendida a continuación, Lachenal y Terray caminarían por delante como un grupo de exploradores, mientras que el resto siguió con 150 porteadores cargando los suministros en sus espaldas. A los porteadores se les pagaba de acuerdo con el peso de sus cargas, y desdeñaban el trabajo que se les ofrecía cuando los paquetes promediaban 40 kg. Sin embargo, estaban dispuestos a aceptar cargas dobles de hasta 80 kg. Terray estimó que el porteador más pesado no tenía un peso corporal de más de 80 kilogramos.

### Reconocimiento de la región

Mapa croquis de la región del Dhaulagiri y del Annapurna basado en el mapa de Herzog de 1951

El Dhaulagiri y el Annapurna están separados unos 34 km a ambos lados de la garganta del río Gandaki, un afluente del Ganges. A medida que la expedición se acercaba desde el sur, el Dhaulagiri era claramente visible como una pirámide blanca al oeste, mientras que el Annapurna estaba al este, detrás de las montañas Nilgiri. Al ver por primera vez el Dhaulagiri el 17 de abril, la impresión inmediata fue que no se podía escalar. No pudieron ver el Annapurna, pero localizaron una ruptura en el macizo Nilgiri donde el Miristi Kola fluye hacia el Kali Gandaki a través de una garganta profunda y estrecha, con una entrada impenetrable. El mapa Topográfico de la India de la década de 1920 que estaban usando (véase el mapa del Annapurna a la izquierda más abajo) mostraba un camino que conducía por el desfiladero y sobre el "Paso de Tilicho" que podía proporcionar una ruta hacia la cara norte de Annapurna. Sin embargo, ninguno de los habitantes locales con los que hablaron sabía de un camino o tenía más información. Continuando por la garganta Kali Gandaki, el equipo llegó el 21 de abril a la ciudad con mercado de Tukuche, a 2600 m de altitud. La gente vivía allí en condiciones primitivas: Terray describió el lugar como si tuviera "encanto bíblico". Couzy subió un pico de Nilgiri 4000 m al este de Tukusha para inspeccionar el terreno oriental del Dhaulagiri y concluyó la cresta sudeste "absolutamente aterradora". Aun así, Herzog decidió que primero deberían centrarse en el Dhaulagiri, la montaña más alta, ya que solo tendrían que investigar las posibles rutas a la cima y no tendrían que reconocer el terreno para encontrar la propia montaña.

### Exploración del Dhaulagiri

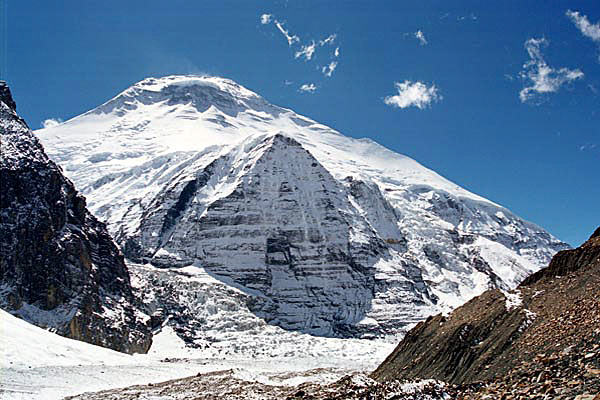
El Dhaulagiri desde el Paso Francés (2008)

Región del Dhaulagiri: croquis de la Cartografía de la India (izquierda) y de Herzog (derecha)

A partir de Tukusha, los escaladores Lachenal y Rébuffat se dirigieron a una exploración inicial del glaciar del este del Dhaulagiri, mientras que Herzog, Terray e Ichac fueron al norte, donde encontraron que su mapa de 1920 era gravemente defectuoso (véase el mapa adjunto). A diferencia del Annapurna, el Dhaulagiri está bien separado de sus picos vecinos y presenta una fuerte inclinación por todas sus caras. Encontraron una región no cartografiada que llamaron el "Valle Oculto", pero no pudieron ver la montaña en absoluto. Durante las siguientes dos semanas, pequeños grupos examinaron las cordilleras sureste y noreste, mientras Terray y Oudot alcanzaron un paso a 5300 m (llamado el Paso Francés) más allá del Valle Oculto pero, aunque pudieron ver el Dhaulagiri, decidieron que no se podía escalar la cara norte. También pudieron ver el Annapurna en la distancia, donde había cortados de gran pendiente hacia el sur, pero el perfil norte no parecía tener más de 35°.

### Exploración del Annapurna

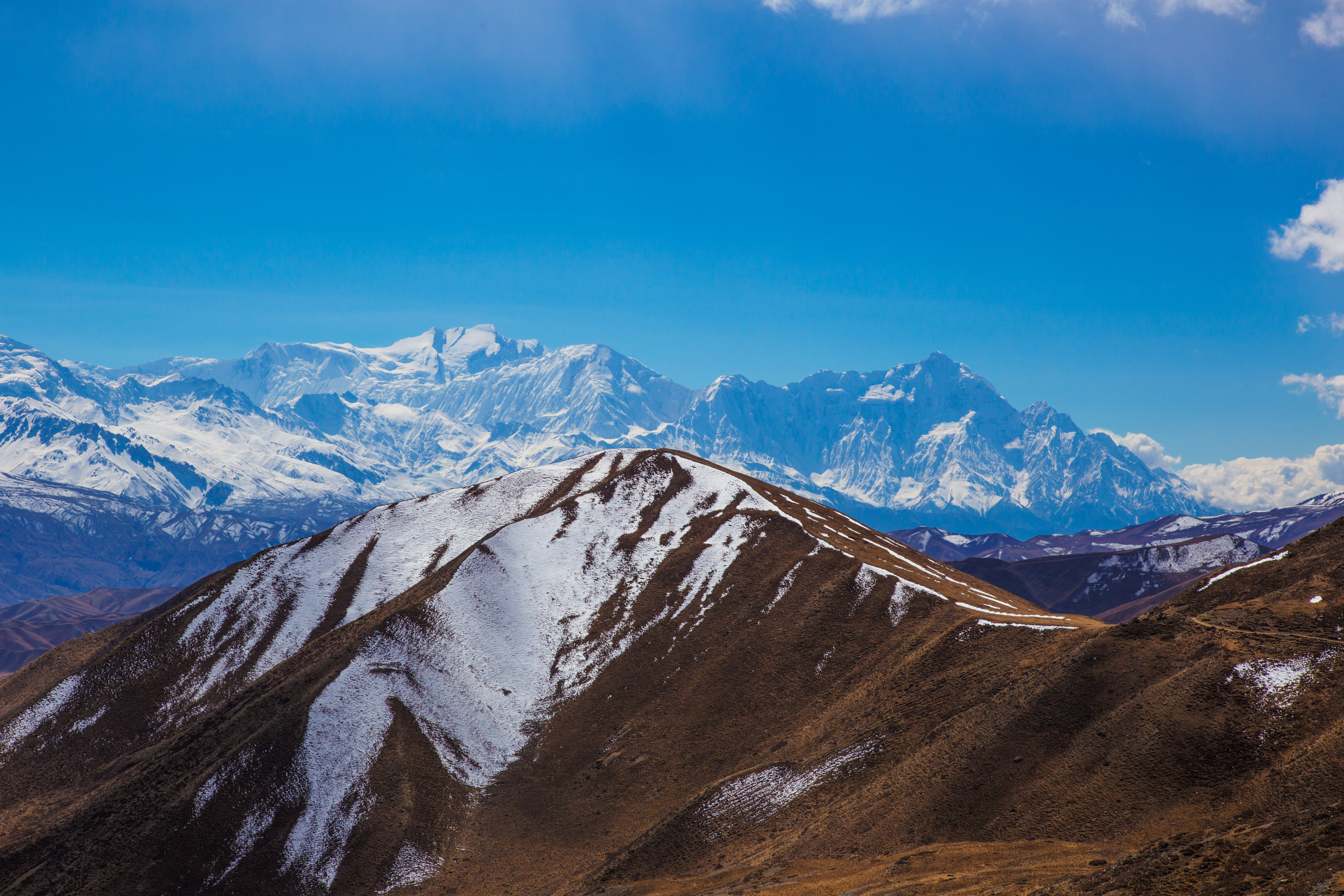
El Annapurna desde 50 km al norte. El Annapurna I es el pico más alto, algo a la izquierda del centro (imagen anotada)

Región del Annapurna: croquis del Servicio de Cartografía de la India (izquierda) y de Herzog (derecha)

Mientras estos escaladores habían estado reconociendo el Dhaulagiri, Schatz, Couzy, Oudot y Ang Tharkay habían regresado al sur para explorar el profundo cañón del río Miristi Kola. Cuando pasaron previamente el río durante la marcha, parecía tener un caudal mayor del que sería posible para la cuenca limitada que se mostraba en el mapa. Para evitar la entrada al desfiladero, el grupo trepó a la cresta de los montes Nilgiri, desde donde podían ver el barranco de abajo. De hecho, era intransitable. Sin embargo, al cruzar la cresta siguiendo un sendero marcado con mojones, llegaron a un punto desde el cual Schatz y Couzy pudieron descender los 910 m hasta el río, y desde allí llegaron a la base del espolón noroeste del Annapurna. En aquel momento no pudieron afirmar si el espolón, o los campos de hielo a ambos lados, podrían proporcionar una ruta factible a la cumbre.
Con todos los miembros de la expedición en Tukusha, y con pocas posibilidades de alcanzar una cumbre desde el este, el oeste o el sur, Herzog actuó siguiendo el consejo de un lama budista de que deberían viajar hacia Muktinath, en una ruta hacia el norte y luego hacia el este. Esperando que pudieran ser capaces de acercarse al "Paso Tilicho" desde el este por la pista marcada en su mapa, Rébuffat, Ichac y Herzog partieron el 8 de mayo, cruzando dos pasos al norte de un pico (ahora llamado pico Tilicho) en cada extremo de un lago helado y descubriendo un muro de montañas sin cartografiar hacia el sur, que continuaba más allá del lago y que todavía bloqueaba cualquier vista del Annapurna. A esta parte de la cordillera de Nilgiri que rodea el norte de Annapurna, la llamaron "Gran Barrera". Ichac y Ang Tharkay se quedaron para hacer levantamientos precisos, con la misión de escalar hacia el norte una cresta hasta un punto alrededor de la cota 6200 m, esperando ver la montaña sobre la Gran Barrera, pero permanecía envuelta en la niebla. El grupo principal llegó a la aldea de Manang y exploró un poco más antes de regresar a Tukucha por la carretera a través de Muktinath. La expedición ni siquiera pudo ver el Annapurna desde el norte, y mucho menos descubrir una ruta hacia la montaña. El mapa que tenían era tan inexacto que no les servía de nada.
Con el inicio del monzón previsto para la primera semana de junio, nuevamente en Tukusha, el 14 de mayo se reunieron para discutir qué montaña intentar y en qué ruta en particular. Terray escribió: "En plena conciencia de su terrible responsabilidad, Maurice eligió el curso más razonable pero incierto: intentaríamos el Annapurna". La ruta sería la reconocida por Schatz y el equipo de Couzy.

## Aproximación al Annapurna y cumbre

### Búsqueda de una ubicación para el campamento base

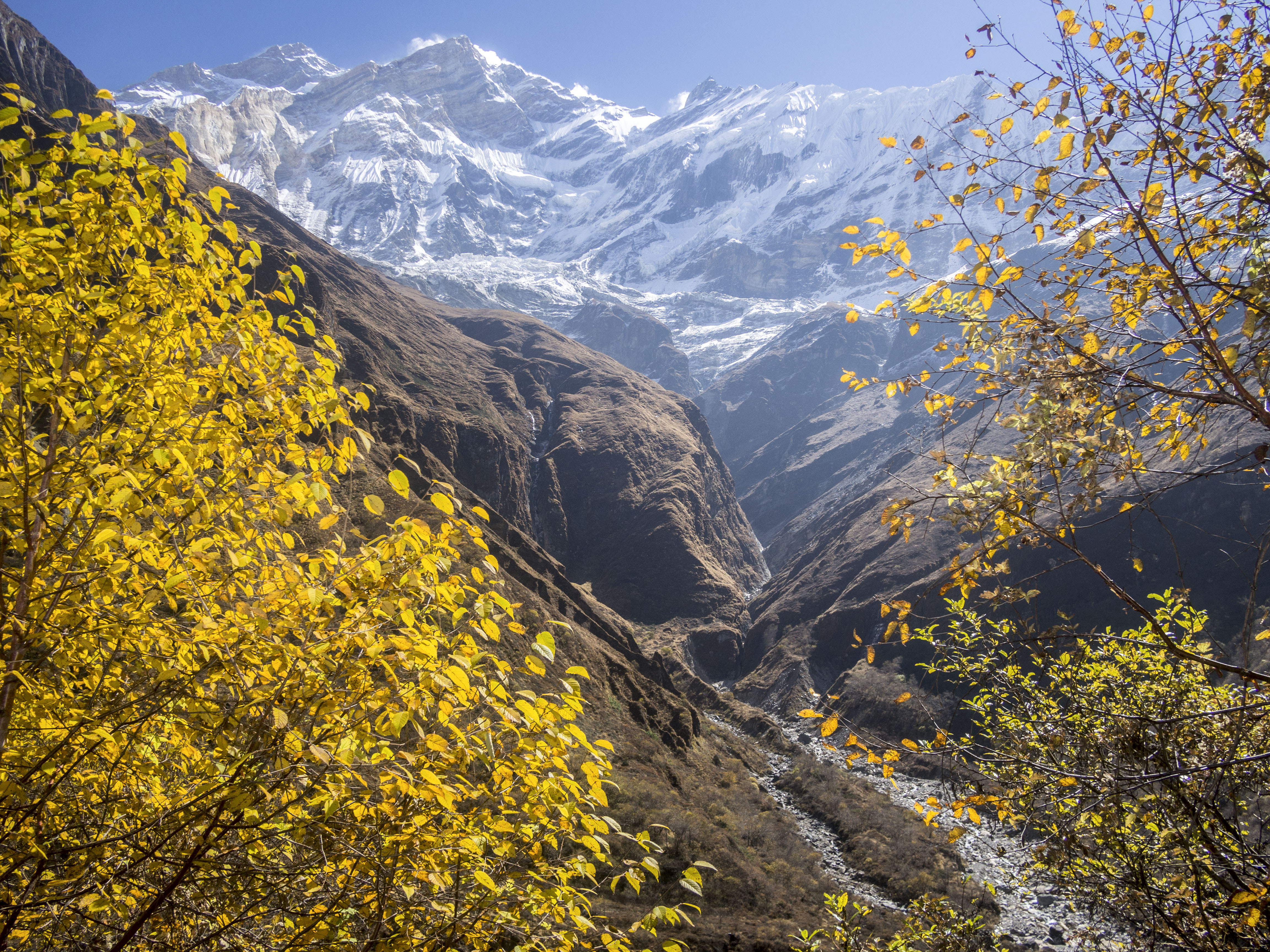
El Annapurna desde el valle de Miristi Kola

La mayor parte de la expedición partió para Miristi Kola como un grupo de reconocimiento avanzado, dejando a la mayoría de los porteadores para transportar el resto de las tiendas y equipos más tarde. Llevaron con ellos los suministros médicos que Oudot consideró necesarios, incluido Maxiton (la preparación de anfetaminas equivalente en Gran Bretaña era la benzedrina). Cruzaron la cordillera de Nilgiri en tres grupos separados, atravesaron por encima de Miristi Kola al este y descendieron por la garganta. Cruzando el río, establecieron un campamento base al pie de un glaciar, debajo del espolón noroeste del Annapurna. Dos equipos se desplazaron hacia arriba, una hazaña de escalada técnica considerable,, pero incluso después de repetidos intentos, durante cinco días no pudieron superar los 6000 m.
Mientras tanto, Lachenal y Rébuffat, por iniciativa propia, se habían movido alrededor del pie del espolón hasta debajo de la cara norte del Annapurna, hasta que decidieron que tenían las mejores perspectivas de éxito. Enviaron una nota al grupo principal diciendo que había una ruta probable hasta el lado del glaciar de la cara norte que conduce a la meseta de arriba. Sin embargo, no pudieron ver más arriba. Afortunadamente, Terray y Herzog pudieron ver la meseta desde su punto más alto en el espolón del noroeste y sabían que la ruta a través de la meseta hasta la cima no era técnicamente difícil. En comparación con el espolón noroeste, la cara norte del Annapurna se encuentra en un ángulo relativamente tendido y no requiere habilidades de escalada en roca, pero el riesgo de aludes lo hace extremadamente peligroso. El Annapurna puede ser el pico más peligroso de 8000 metros, ya que por 38 ascensos exitosos se produjeron 57 muertes.

### Campamentos intermedios
El grupo movió el Campo base al lugar más lejano al que podían llegar los porteadores en dirección al punto de inicio recién identificado: a la orilla derecha del glaciar Norte del Annapurna, a 4500 metros de altitud, mientras que a Couzy se le permitió organizar el traslado de los suministros. El Campo I se configuró en el glaciar a 5110 m, con una pendiente relativamente suave hasta la montaña, pero con un riesgo considerable de avalanchas. A partir de aquí, en la primera tarde soleada en semanas, pudieron observar fácilmente la montaña. Herzog decidió que el apoyo de la expedición ahora debería rebasar Tukucha y envió a Sarki con la orden. El Campo II estaba en medio de una meseta sobre el glaciar norte del Annapurna, bastante bien protegido de las avalanchas. Todas las mañanas cayeron 30 cm o más de nieve, ralentizando su avance, pero después de cruzar un corredor de avalanchas pudieron establecer el Campo III entre algunos seracs al otro lado del glaciar, y para el 28 de mayo, habían establecido el Campo IV debajo de un acantilado de hielo que llamaron la "Hoz". Terray estaba asombrado por la energía que él y el equipo mostraron, considerando el tiempo que habían estado a gran altura y lo poco que habían comido. Se preguntó si esto se debía a las drogas que Oudot había insistido en que tomaran regularmente. Los porteadores llegaron al Campo Base con suministros y equipo el 25 de mayo para apoyar lo que resultaría ser un asalto muy rápido de estilo alpino a la montaña.

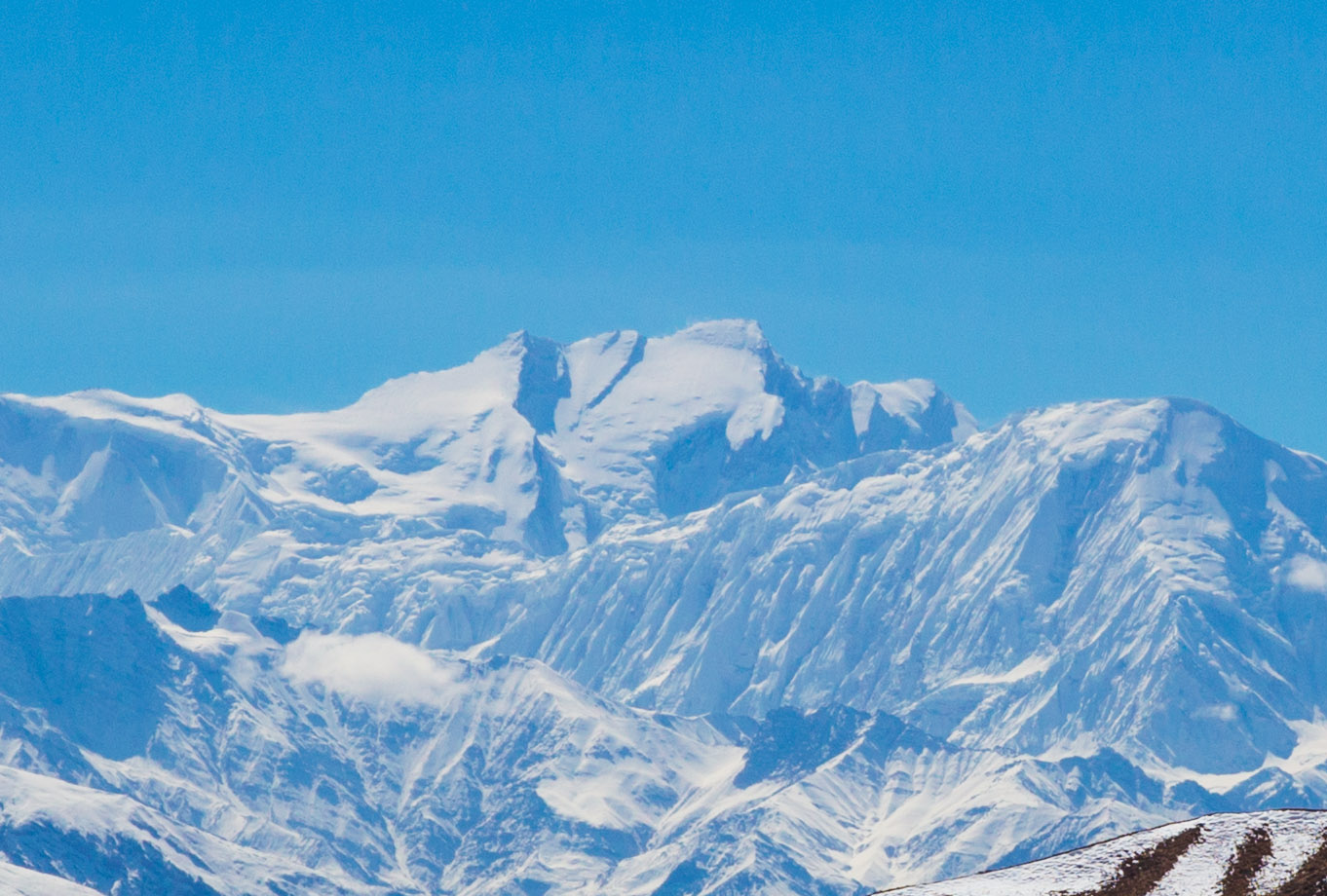
"Hoz" del Annapurna (centro). El hombro del pico Tilicho (derecha) oculta las partes más bajas del Annapurna

El plan de Herzog había consistido en que él y Terray descansaran antes de intentar la cima, pero los otros cuatro escaladores se agotaron demasiado como para hacer su parte del transporte al Campo IV, así que Terray (desobedeciendo las órdenes que había recibido para bajar del Campo III al Campo II) subió con Rébuffat y un equipo de sherpas para llevar estas cargas. Este desinteresado acto de Terray llevó a Herzog (que era quien se había aclimatado mejor) y Lachenal, acompañados por Ang Tharkay y Sarki, que fueron los que salieron del Campamento II el 31 de mayo, a realizar su intento de alcanzar la cumbre. Al día siguiente, el equipo de Herzog trasladó el Campamento IV a un sitio mejor en la cima del cortado de la Hoz (Campo IVA) y luego, el 2 de junio, subieron un barranco a través de la Hoz para establecer el Campamento V, su campo de asalto, en los planos de nieve superiores. Con el monzón previsto para el 5 de junio, el tiempo disponible para alcanzar la cima era extremadamente ajustado. Herzog ofreció a Ang Tharkay y Sarki la oportunidad de acompañarlos a la cumbre, pero rechazaron lo que hubiera sido un gran honor. Los dos sherpas regresaron al Campamento IVA.

### Alcanzando la cima
No entendiendo que estar a gran altura sin oxígeno adicional induce apatía, con un vendaval severo, los escaladores pasaron la noche sin comer ni dormir, y por la mañana no se molestaron en encender su estufa para hacer bebidas calientes. A las 06:00 ya no nevaba y empezaron a subir. Al encontrarse con que sus botas estaban demostrando estar inadecuadamente aisladas, Lachenal, temiendo perder sus pies a causa de la congelación, pensó en bajar. Le preguntó a Herzog qué haría si retrocediera y Herzog le respondió que seguiría solo. Lachenal decidió continuar con Herzog. Un último couloir les permitió llegar a la cumbre, que alcanzaron a las 14:00 del 3 de junio de 1950. Herzog estimó la altura como 8075 m, aunque en su altímetro leyó 8500 m.
Habían escalado la cumbre más alta alcanzada hasta entonces, el primer ochomil, en su primer intento en una montaña que nunca antes había sido explorada. Herzog, escribiendo en su forma característicamente idealista, estaba extasiado: "Nunca había sentido una felicidad así, tan intensa y pura". Por otro lado, Lachenal solo sintió "una dolorosa sensación de vacío".
Lachenal estaba ansioso por bajar lo antes posible, e instó a Herzog para que se diera prisa y posara para una fotografía sosteniendo la Tricolor en la cima y luego con un banderín de Kléber, su patrocinador. Después de aproximadamente una hora en la cima, sin esperar a Herzog que seguía sumido en un estado de euforia intentando cargar otro rollo de película, Lachenal comenzó a descender a un ritmo vertiginoso. Herzog, engullendo la comida que le quedaba, un tubo casi vacío de leche condensada, arrojó el tubo sobre la cima, ya que era el único hito que podía dejar allí, y descendió detrás de Lachenal hasta encontrarse con una tormenta.

## Descenso al Campamento Base
En algún momento, Herzog se quitó los guantes y los dejó para abrir su mochila. Catastróficamente se deslizaron por la montaña, así que tuvo que continuar con las manos desnudas, sin pensar en usar los calcetines de repuesto que llevaba. En el Campo V fue recibido por Terray y Rébuffat, quienes habían levantado una segunda carpa con la esperanza de acometer su propio intento de cumbre al día siguiente, Ambos estaban horrorizados por el estado de las manos congeladas de Herzog. Lachenal había desaparecido, pero Herzog, incapaz de pensar con claridad, dijo que llegaría pronto. Más tarde, oyeron a Lachenal que pedía ayuda: había caído un largo trecho hasta debajo del campamento, había perdido su piolet y un crampon, y sus pies estaban muy congelados. Terray se apresuró a acercarse a él y le suplicó que lo llevaran al Campo II y se le diera ayuda médica. Finalmente, Terray lo persuadió para que regresara al Campamento V, la única decisión responsable. Terray les ofreció bebidas calientes durante la noche y sacudió los dedos de los pies de Lachenal con el extremo de una cuerda durante horas para tratar de restablecerle la circulación sanguínea. En la otra tienda de campaña, Rébuffat hizo lo mismo con los dedos de manos y pies de Herzog.
A la mañana siguiente, los pies de Lachenal no encajaban en sus botas, por lo que Terray le dio las más grandes y luego cortó las partes superiores de las de Lachenal para poder usarlas él mismo. Descendiendo con la tormenta aún en su apogeo, no pudieron encontrar el Campo IVA en ninguna parte y estaban desesperados por evitar un vivac al aire libre. Mientras intentaban frenéticamente cavar un agujero en la nieve, Lachenal cayó a través de un poco de nieve que cubría una grieta. Afortunadamente, aterrizó en una cueva de nieve que podría proporcionarles un poco de refugio a todos por la noche, aunque no tenían agua ni comida y solo un saco de dormir.
Durante la noche, la nieve cayó sobre los cuatro escaladores, enterrando sus botas y cámaras. A la mañana siguiente, tardaron mucho tiempo en encontrar sus botas, pero sus cámaras, con las únicas fotografías tomadas en la cima, no se pudieron encontrar. Salieron de la grieta, pero ahora Terray y Rébuffat estaban cegados por la nieve, por lo que la pareja que había quedado paralizada por la congelación condujo a la pareja de ciegos lentamente hacia abajo, hasta que, por una gran fortuna, se encontraron con Schatz, quien los guio de regreso al Campo IVA.
Couzy estaba en el campamento, por lo que él y Schatz pudieron ayudar a Herzog, Rébuffat y Lachenal a bajar el cortado de la Hoz hasta el Campamento IV, donde había algunos sherpas refugiándose de la ventisca. Mientras tanto, Terray había optado por quedarse en el Campamento IVA, tratando de recuperar la circulación de la sangre en sus pies. Shatz volvió a subir para ayudarlo a descender, y también aprovechó la oportunidad para recuperar la cámara que se había quedado en el refugio de la grieta, aunque no pudo encontrar la cámara de cine. Cuando los seis escaladores descendieron por debajo del Campo IV, la temperatura del aire aumentó rápidamente y apareció una grieta en la nieve, justo debajo del grupo de cuerdas de Herzog. Una avalancha los arrastró 150 m, hasta que su cuerda se atascó en una cresta. Herzog se quedó colgado boca abajo con su cuerda alrededor del cuello, mientras que sus dos sherpas quedaron atrapados en el extremo de la cuerda. Al sumirse aún más en su estado de agonía, Herzog se estaba reconciliando con estar cerca de la muerte. Finalmente llegaron a la relativa seguridad del Campamento II. Herzog ahora sentía que había tenido éxito como líder. Incluso si moría entonces, sus compañeros estarían a salvo y la montaña había sido conquistada.
En el Campo II, Oudot, el médico de la expedición, inyectó medicamentos a Herzog y a Lachenal para ayudar a mejorar su flujo sanguíneo. Las inyecciones en las arterias de las piernas y los brazos eran terriblemente dolorosas, y debían repetirse durange muchos días. El 7 de junio, todos empezaron a descender nuevamente con Herzog, Lachenal y Rébuffat tendidos en trineos. Al tener que apresurarse antes de que el monzón hiciera intransitable la Miristi Kola a través de las inundaciones, llegaron al Campamento I cuando el cielo se nubló y empezaron las fuertes lluvias. Desde aquí, el 8 de junio, escribieron un telegrama, anunciando que habían subido el Annapurna, para que un corredor lo llevara para que fuera enviado a Devies en París. La ruta hacia el campamento base era sobre un terreno inadecuado para los trineos, por lo que Herzog y Lachenal fueron transportados a la espalda de los sherpas. Una vez en la base, y justo en el momento adecuado, un gran equipo de porteadores llegó para transportar toda la expedición a Lete, en el río Gandaki.

## Dejando la montaña

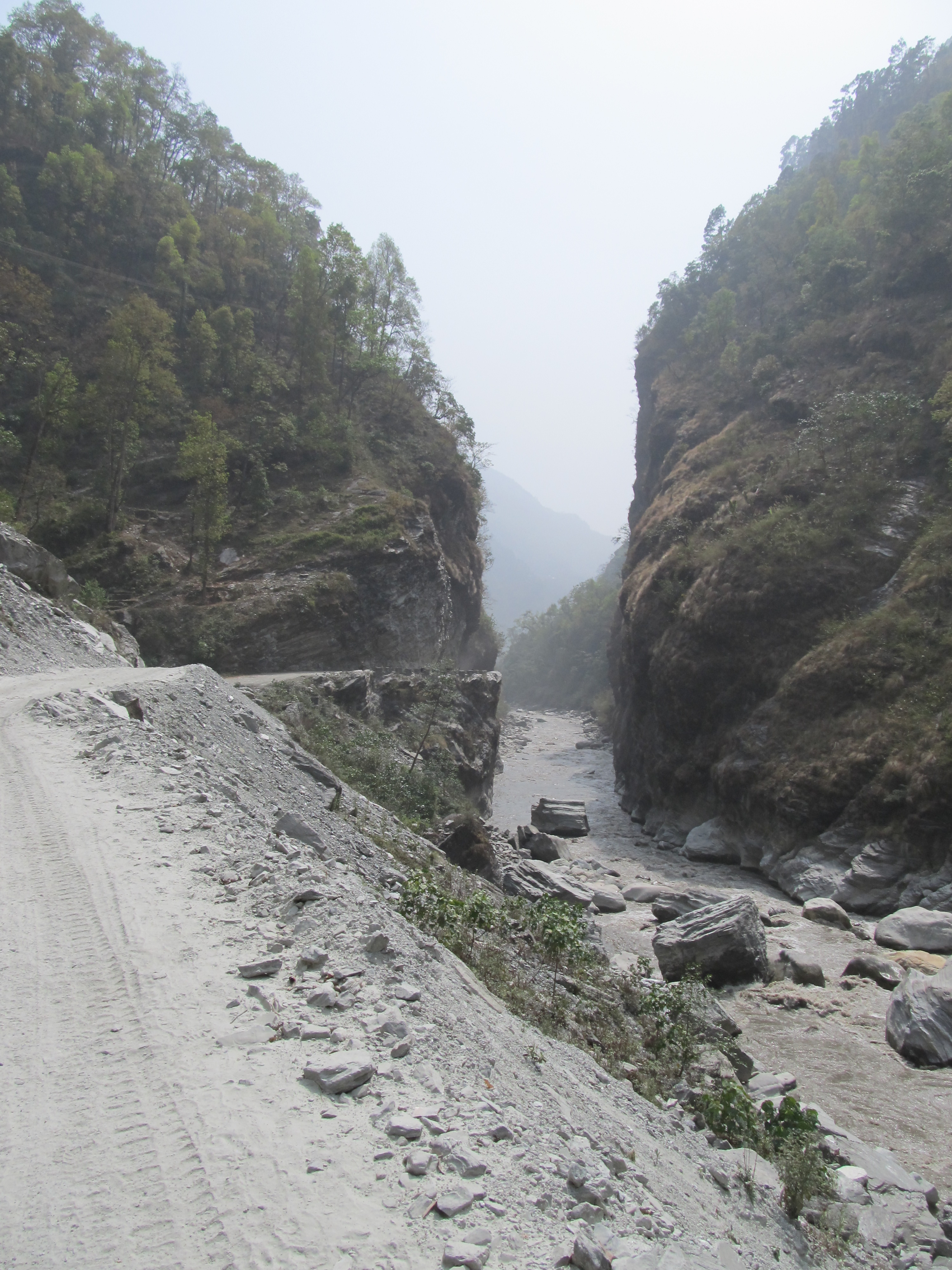
El valle de Kali Gandaki, cerca de la confluencia con Miristi Kola, en Tatopani (la carretera como en 2012).

La emisora All India Radio, transmitió un informe especialmente para la expedición anunciando que el monzón les llegaría al día siguiente, 10 de junio. La fuerte lluvia se volvería torrencial y subiría el nivel de los ríos. Un equipo liderado por Schatz construyó un puente improvisado sobre el Miristi Kola. Todos los miembros de la expedición se apresuraron hacia el puente por los senderos que requerían que Lachenal fuera transportado en un cacolet humano y Herzog en una cesta de mimbre. Se quedaron varados a la intemperie cuando se hizo demasiado oscuro para poner a los maltrechos escaladores a salvo. A la mañana siguiente, para llegar al campamento necesitaban atravesar el puente, pero el río se había elevado, quedando tan solo 30 cm por debajo de la pasarela, por lo que tuvieron que emprender el difícil cruce de inmediato. Todos cruzaron y acamparon para pasar la noche. Por la mañana, el puente había sido barrido por el río. Esperaban seguir por la margen del río hasta donde se unía al Kali Gandaki, pero un reconocimiento demostró que esto sería imposible, por lo que se vieron obligados a subir a la cresta de Nilgiri para regresar por donde habían venido. Ahora, en la jungla, Herzog empezó a tener fiebre y alcanzó un estado físico preocupante: "... imploré que la muerte viniera y me liberara. Había perdido la voluntad de vivir, y estaba cediendo: la humillación definitiva ... ", escribió después en su libro Annapurna. Los dos escaladores incapacitados ahora podían llevarse en sillas de mimbre hechas según un diseño de Terray y finalmente llegaron a Gandaki.
Se podían usar camillas en la pista que se dirige al sur junto a Gandaki, pero en Beni tomaron un desvío porque había casos de cólera en el área que hubieran tenido por delante.
Oudot tuvo que comenzar a cortar la carne muerta de los dedos de Herzog con un escalpelo, pero en julio necesitó amputar y continuar con el recorte. Finalmente, tuvo que amputarle todos los dedos de los pies a Lachenal y, a Herzog, los de los pies y los de las manos. Debido a que era la temporada de siembra de arroz, los porteadores abandonaban la expedición continuamente, y se hizo imposible encontrar nuevos sustitutos, por lo que se vieron obligados a realizar sobornos y a comprar voluntades para poder seguir adelante. Por fin, el 6 de julio, llegaron a Nautanwa donde abordaron un tren que los llevó a Raxaul en la frontera con India. El 6 de julio, los escaladores se dirigieron a Delhi para esperar allí mientras Herzog y un grupo selecto, incluidos dos sherpas, viajaron a Katmandú para ser recibidos el 11 de julio por el Maharajah de Nepal que los trató como héroes nacionales. Aunque había algunos coches en Katmandú, dado que no había caminos que llevaran hasta allí, los vehículos tenían que ser transportados manualmente por cientos de porteadores recorriendo senderos de montaña.

## Recepción en Francia
El diario "Le Figaro" publicó el telegrama con la noticia del éxito el 16 de junio, pero hasta el 17 de julio el equipo no llegó al Aeropuerto de París-Orly para ser recibido por una multitud enfervorecida. Herzog fue sacado del avión en primer lugar. Paris Match imprimió una edición especial el 19 de agosto con artículos sobre la expedición y la foto de portada, tomada por Lachenal pero acreditada a Ichac, mostrando a Herzog con su piolet y la bandera Tricolor en la cima. La revista alcanzó un récord de ventas y la foto siguió siendo una imagen icónica durante los años siguientes. Herzog y Lachenal fueron galardonados con la Legión de Honor. El 17 de febrero de 1951, Paris Match llevó de nuevo la expedición a su portada, esta vez centrándose en el estreno cinematográfico (al que asistió el presidente de Francia) de la película realizada por Ichac. La portada describía a Herzog como "nuestro héroe nacional número uno". En el artículo de seis páginas incluido en el mismo número, no se mencionaba a a Lachenal en absoluto.
Herzog se mantuvo en el Hospital Americano de París, situado en Neuilly-sur-Seine, durante la mayor parte del año en el que dictó su libro Annapurna, el principal 8000, que vendió más de 11 millones de copias en todo el mundo para convertirse en el libro de alpinismo más vendido de todos los tiempos. Se convirtió en la primera celebridad internacional del alpinismo después de George Leigh Mallory. Cincuenta años después, en Francia seguía siendo tan famoso como Jacques-Yves Cousteau o Jean-Claude Killy, mientras que pocos recordaban a Lachenal o a alguno de los demás.
En junio de 2000, los servicios postales nacionales franceses emitieron un sello de 3 francos (0,46 euros) para celebrar el quincuagésimo aniversario de la escalada, diseñado por Jean-Paul Cousin y grabado por André Lavergne.

## Annapurnay otros libros sobre la expedición

### Libros escritos por (y para) los miembros del equipo
En los años siguientes, varios miembros de la expedición escribieron sobre sus experiencias[bibliografía] y las diversas versiones que finalmente llevaron a la controversia. En el aeropuerto, antes de partir con la expedición, Herzog había requerido que cada miembro del equipo firmara un compromiso de no publicar o comunicar públicamente nada sobre la expedición durante cinco años, por lo que inicialmente la de Herzog era la única versión que se conocía. Sin embargo, en 1996 se publicaron dos relatos muy diferentes y "una tormenta de controversia se apoderó de Francia". Herzog respondió en 1998, después de hablar con muchas de las personas involucradas que todavía estaban vivas. En el 2000, David Roberts, el alpinista y escritor estadounidense, publicó True Summit, analizando todo el asunto.

#### Herzog (1951):Annapurna, premier 8000yRegards vers l'Annapurna
Durante algunos años, el libro de Herzog Annapurna  fue el único relato de la expedición y se convirtió en un éxito en todo el mundo con más de 11 millones de ejemplares vendidos, un récord para un libro de alpinismo. Todos los derechos de autor de la publicación (en Francia siguió siendo la obra de no ficción más vendida durante casi un año) fueron para el Comité del Himalaya y se utilizaron para financiar futuras expediciones. En un sentido directo, Herzog no se benefició económicamente en absoluto. La descripción de la expedición anterior en este artículo generalmente se ha elaborado a partir del libro de Herzog, complementado con el capítulo "Annapurna" de los "Conquistadores de lo inútil" de Terray.
James Ramsey Ullman escribió en el New York Herald Tribune que Annapurna era "una historia galante y conmovedora, en cierto modo una historia terrible" que predijo que se convertiría en un clásico del alpinismo. Time escribió que la primera mitad fue como "la carta de un niño desde una tienda de campaña a un amigo", pero el resto del libro fue una "terrible prueba de la naturaleza calculada para estremecer el espíritu del más duro explorador de sillón". Herzog e Ichac publicaron un libro fotográfico en 1951 Regards vers l'Annapurna y en 1981 Herzog publicó una obra histórica Les grandes aventures de l'Himalaya que tenía una sección sobre el Annapurna.
En el prefacio del libro de 1951, Devies se concentra casi exclusivamente en el líder del equipo: "La victoria de todo el equipo fue también, y sobre todo, la victoria de su líder". Herzog habló de un equipo feliz y unido, aunque a veces Lachenal podría ser impetuoso. Rara vez mencionó algún desacuerdo entre los miembros del equipo y él, como líder, podría resolver cualquier disputa con bastante facilidad. Muy a menudo citó como discurso directo el tipo alegre de comentarios que los miembros del equipo podrían haber hecho, incluso en ocasiones en que no pudo haberlos escuchado al no estar presente.

#### Lachenal (1956):Carnets du vertige
Lachenal había guardado notas y un diario, y estaba a punto de publicar un libro, Carnets du vertige, cuando murió en un accidente de esquí en 1955. Herzog se hizo cargo del trabajo de Lachenal, y junto con Lucien Devies hicieron muchas sugerencias para eliminar parte del texto antes de editarlo, confiando el libro al hermano de Herzog, Gérard Herzog, la edición completa. Tal como se publicó, el libro comprendía capítulos sobre la vida de Lachenal escritos por Gérard Herzog a partir de las notas de Lachenal y del material escrito por el periodista Philippe Cornuau, que había estado ayudando a Lachelal con su borrador. Cornuau dijo que cuando había entregado los manuscritos, no tenía ni idea de lo que iba a pasar. Nada de lo que Lachenal o Cornuau habían escrito apareció en la publicación final. El libro también incluía extractos del diario de Lachenal, pero solo después de muchas redacciones, fueron principalmente las observaciones más agradables las que quedaron.
Lachenal también había dejado un manuscrito de algunos "Commentaires", destinado a ser publicado junto con su diario. Herzog es elogiado por ser tan bueno como los guías profesionales por su resistencia y técnica, pero, de manera menos agradable para Herzog y Devies, caracterizó el descenso desde la cima como una "desbandada". Devies anotó en el manuscrito "Pero no" y Maurice Herzog escribió "¿Es este el lugar para decirlo?". Cuando Lachenal quiso regresar antes de la cumbre, Herzog pensó que era su aliento lo que le había permitido a Lachenal continuar. Sin embargo, Lachenal escribió que accedió a continuar porque pensó que Herzog no lograría volver a bajar solo. Herzog escribió en el margen del texto escrito: "No sentí esto. Tal vez después de todo fui injusto". Por otro lado, Devies señaló: "Todo esto debe ser reescrito". En la edición definitiva, Gérard Herzog no incluyó ninguno de los Comentarios. El libro se publicó en 1956 y Corneau se sorprendió de lo que leyó.

#### Terray (1961):Les conquérants de l'inutile
El libro de Terray de 1961, Les conquérants de l'inutile  (traducido como "Los conquistadores de lo inútil") incluyó un largo capítulo sobre la expedición al Annapurna. Fue deliberadamente escrito para complementar el libro de Herzog. Proporcionó una gran cantidad de información adicional, pero terminó con la avalancha en el camino hacia el Campo II. En general, el libro no estuvo en desacuerdo con Herzog, pero sí elogió la capacidad de escalada de Lachenal. Decía que "Lachenal fue de lejos el escalador más rápido y brillante que he conocido en terrenos delicados o sueltos, pero sin embargo, podía carecer de paciencia y resistencia".

#### Ballu (1996):Gaston Rébuffat: une vie pour la montagne
En asociación con Françoise, la esposa de Rébuffat, el periodista Yves Ballu escribió la primera biografía del alpinista. Rébuffat se había desilusionado mucho con la expedición y luego restringió su escalada a los Alpes. Françoise lo había convencido de que no escribiera sobre el Annapurna durante el resto de su vida porque sería algo demasiado amargo, por lo que Ballu lo había entrevistado con miras a una posible biografía. Rébuffat también había preparado sus propias notas, y Françoise había guardado sus muchas cartas durante la expedición. Gaston Rébuffat: une vie pour la montagne se publicó en 1996.
El libro contenía muchas revelaciones. Rébuffat se había sorprendido por el requisito de un juramento de obediencia y lo describió como "una cierta nazificación". Consideró que fue su iniciativa la que llevó al descubrimiento de la eventual ruta de escalada a la cumbre y que Herzog no había acreditado este hecho. Lachenal le dijo a Rébuffat en 1951 que cuando estaba considerando publicar un relato de la expedición, alguien del Comité oficial del Himalaya lo había amenazado con que podría perder su trabajo en la Escuela Nacional de Esquí y de Alpinismo.

#### Lachenal (1996):Carnets du vertige
El mismo año, Ediciones Guérin, especializada en publicaciones de montañismo, presentó una versión no depurada del diario de Lachenal, que también incluía los "Commentaires", bajo el mismo título Carnets du vertige. El manuscrito original se había dejado al hijo de Lachenal Jean-Claude, quien se había enfadado con los cambios que habían hecho los editores en 1956. Sin embargo, Herzog se había hecho amigo de la familia Lachenal y Jean-Claude no había querido causarle ningún daño. Finalmente, Guérin lo convenció para que permitiera la publicación completa.
Hubo una reseña favorable del libro en el Alpine Journal que proporcionó una evaluación de la situación. Debido a que Lachenal era un guía profesional de montaña, había decidido continuar con Herzog hasta la cima. Al hacerlo, a través de la congelación, perdió la capacidad de continuar su carrera y le permitió a Herzog triunfar en la suya.
En sus diarios, Lachenal admitió que un sherpa había sufrido una caída mortal desde la cresta de Nilgiri en su marcha de regreso, pero nadie más había mencionado esto. Nadie más escribió sobre el uso diario de morfina como analgésico mientras se realizaba la bajada y que Rébuffat era la única persona que estuvo atenta a Lachenal. En 1956, el texto que Gérard Herzog había excluido era sobre asuntos que consideraba demasiado desagradables para su publicación, como que a los escaladores se les ofrecían las chicas jóvenes para mantener relaciones sexuales y, cuando esto era rechazado, se les ofrecían niños pequeños en su lugar. Los comentarios menores también se habían suprimido: "Por la noche, el pollo y las patatas eternos" se había eliminado, mientras que "Abrimos una botella de vino blanco" se había mantenido.

#### Herzog (1998):L'autre Annapurna
La publicación de estos libros en 1996 causó una seria controversia: los periodistas de alpinismo comenzaron a expresar dudas sobre la fiabilidad del libro de Herzog. La réplica de Herzog fue publicar un libro de memorias L'autre Annapurna  en 1998, cuando tenía ochenta años.
Le Figaro lo describió como una meditación en lugar de una biografía, "un relato ingenioso y modesto".
Libération deploró su tendencia a mencionar nombres importantes y Pierre Mazeaud en Le Faucigny dijo: "Logré llegar a la página 16. Pero cuando vi que no tenía una sola palabra para el pobre Lachenal, no pude continuar".
Herzog escribió que originalmente no tenía la intención de escribir un libro, pero una enfermera del hospital le había sugerido que escribir sería una buena terapia para él. Dijo que incluso después de casi 50 años, su experiencia en el Annapurna aún impregnaba su vida con una "felicidad indescriptible".
Dijo que un miembro del equipo solo fue aceptado por el comité de nombramientos entendiendo que Herzog podría enviarlo de vuelta de inmediato en cualquier momento. Sin embargo, como todos en el equipo, esta persona (cuyo nombre no citaba) se había comportado como un "verdadero camarada ... a pesar de lo que aparentemente fue divulgado mucho más tarde". Roberts ha afirmado que casi todos los observadores expertos coincidieron en que se refería a Lachenal. Mientras que en 1951 había escrito que Lachenal, después de su grave caída en el Campo V, quería que Terray lo llevara al Campo II, en "L'autre Annapurna dijo que Lachenal solo quería quedarse donde estaba y morir.
Entrevistado por Roberts en 1999, Herzog le dijo que la controversia no le había molestado. Nadie había dudado de lo que había escrito. Había mostrado el manuscrito de "Annapurna" a todos los que habían estado en la expedición y estaban impresionados, incluso Lachenal. Contradiciendo su relato de 1951, dijo que sus congelaciones no habían sido causadas por perder sus guantes, porque simplemente se había metido las manos en los bolsillos. En cambio, la causa fue cavar en la nieve en su grieta durante la noche tratando de encontrar las botas enterradas. De hecho, en L'autre Annapurna no mencionó haber perdido sus guantes en absoluto. Al explicar varias diferencias entre sus dos relatos, Herzog dijo que Annapurna era una novela, pero una verdadera novela. Consideró que su primer libro era objetivo y el otro subjetivo.

### Reacciones en la prensa
La combinación de la desilusionada historia de Rébuffat y la obvia censura de los escritos de Lachenal causó una tormenta de revisionismo en la prensa francesa. Frédéric Potet escribió: "El mundo entero recuerda a Maurice Herzog, el primer bípedo que pisó, en 1950, sobre una montaña de más de 8000 metros. Los otros: Rébuffat, Terray, Lachenal. ¿Quiénes eran? ¿De dónde vinieron? ¿Qué hicieron?" Los principales periódicos de Francia y las revistas de montañismo de todo el mundo se unieron a la crítica. En el American Alpine Journal, se dijo: "Lamento que hayamos tenido que esperar tanto la historia real. A nuestro alrededor, podemos ver el daño causado por la información falsa".
La Montagne et Alpinisme, sin embargo, consideró que se había formado demasiado alboroto: la restricción de cinco años era normal en 1950 y la distinción entre guías profesionales y escaladores aficionados carecía de significado por entonces.
La revista Montagnes investigó e informó que Terray no había recibido la Légion d'honneur porque Devies y Herzog se habían opuesto a ella. También encontraron que, a pesar de los rumores de que varios montañeros habían resultado gravemente heridos, Devies no les dijo nada a sus esposas, que esperaban ansiosamente en casa debido al contrato de publicación exclusivo con "Le Figaro" y "Paris Match". Le Monde descubrió que antes de irse a Francia, Ichac había buscado a Rébuffat para comprobar que no estaba contrabandeando ninguna película. Ichac no había superado el Campo II, por lo que Rébuffat había tomado todas las fotografías a más altura, excepto las de la cumbre tomadas por Lachenal y una tomada por Herzog. A pesar de esto, todas las fotografías publicadas fueron acreditadas a Ichac. Más tarde se supo que Rébuffat logró recuperar de manera encubierta la película utilizada por Lachenal y la reveló antes de devolver todas las fotografías, excepto una, a Ichac. La que retuvo, que conservó durante el resto de su vida, habría sido demasiado embarazosa para que Lachenal la hiciera pública: la de Herzog agitando el banderín de la compañía de neumáticos Kléber en la cumbre.
Entrevistado por Le Monde, Herzog dijo: "Lo que escribí en Annapurna es la verdad exacta ... Mis escritos nunca se han contradicho". En Montagnes dijo que los pasajes habían sido eliminados del libro de Lachenal porque no les interesaban a los editores.
La publicación en 1998 de L'autre Annapurna de Herzog volvió a agitar la prensa. En una entrevista, Herzog dijo que Lachenal era una personalidad demasiado taxativa y que él y Devies habían eliminado los pasajes del borrador de Lachenal para evitar cargos por difamación y mantener la calma. Dijo que el hermano de Herzog había ayudado a Lachenal porque era incapaz de escribir, que Lachenal estaba muy contento con la reescritura y que el hijo de Lachenal había inventado la historia de que el borrador estaba distorsionado. El sherpa Foutharkay acabó cediendo a los argumentos que decían que Sir Edmund Hillary era un héroe en Nepal, pero que Herzog no lo era.
El libro de Roberts sobre la controversia también ha sido criticado. Al revisar True Summit, el American Alpine Journal dijo que "David Roberts no tiene la experiencia necesaria en las expediciones al Himalaya para poner los eventos en el contexto adecuado".

## ¿Realmente llegaron a la cima?
Incluso en 1950, un pequeño número de personas dudaba de que la expedición hubiera llegado a la cumbre. Uno de los problemas fue la famosa "foto de la cumbre", que parece mostrar el suelo en pendiente más alto que los pies de Herzog. Además, después de la muerte de Lachenal, se comentaba que este solía decir que no tenía memoria de la cumbre, o también circulaba otra versión, según la cual, habría dicho una vez que no habían llegado en absoluto. Incluso cincuenta años después, una pequeña minoría manifestaba sus dudas. Herzog había escrito que había un viento feroz en la cima, pero en la foto parece tener que sostener la bandera en línea recta. La única fotografía de la cumbre tomada por Herzog, una de Lachenal, se mantuvo oculta hasta después de la muerte de Lachenal. Esta imagen borrosa, lo muestra sentado apoyado contra una roca, sin mirar victorioso.
Por otra parte, Terray escribió que, aunque Lachenal no podía recordar nada del descenso, le había contado al propio Terray sus sentimientos en la cumbre: "Esos momentos en que uno esperaba una fugitiva y penetrante felicidad, en realidad solo trajeron una sensación dolorosa de vacío". La esposa de Rébuffat dijo que su marido nunca había dudado de que hubieran llegado allí. Su diario registró que, cuando se encontraron en el Campo V, Herzog sugirió que Rébuffat y Terray subieran a la cima mientras que Herzog y Lachenal continuaban hacia abajo. Se habrían dado cuenta si sus huellas no se hubieran extendido hasta la parte superior.
Además, el diario de Lachenal dice que tomó las fotografías de la cima desde una cornisa ligeramente debajo de la cumbre. Cuando Herzog fue entrevistado por Le Monde, dijo que lo que aparecía en las fotografías como una arista de nieve que retrocedía hacia arriba estaba realmente muy cercano y solo llegaba a su cintura. Era una cornisa de nieve en la cima de la cumbre, demasiado débil para ser pisada. En 1970, Henry Day participó en una expedición que ascendía por casi la misma ruta y pudo tomar fotografías con perspectivas muy similares. Lachenal tenía la reputación de ser un hombre honesto, incluso francamente honesto. Esto, y la probabilidad de que tuviera pocas razones personales para falsificar su diario privado, deja pocas dudas acerca de su exactitud. Se acepta ampliamente que llegaron efectivamente a la cima del Annapurna. En su libro "Annapurna: 50 Years of Expeditions in the Death Zone" (Annapurna: 50 años de Expediciones en la Zona de la Muerte) (2000) Reinhold Messner lo consideró como "un hecho indiscutible".

### Citaciones
1. ↑  Isserman y Weaver, 2008, p. 238.
2. ↑  Isserman y Weaver, 2008, pp. 238–241.
3. ↑  Ward y Clark, 1992.
4. ↑  Isserman y Weaver, 2008, pp. 242–253.
5. ↑  Herzog, 1954, In "Introduction" by Eric Shipton, p. 9.
6. ↑  Roberts, 2001, p. 32.
7. ↑  Isserman y Weaver, 2008, pp. 234–241.
8. ↑  Roberts, 2001, p. 16.
9. ↑  Roberts, 2001, pp. 30–31.
10. 1 2 3 4  Isserman y Weaver, 2008, p. 242.
11. ↑  Terray, 2001, p. 242.
12. 1 2  Roberts, 2001, p. 46.
13. ↑  Isserman y Weaver, 2008, pp. 242–243.
14. ↑  Terray, 2001, pp. 232–233.
15. ↑  Roberts, 2001, p. 30.
16. ↑  Herzog, 1954, p. 28.
17. ↑  Isserman y Weaver, 2008, pp. 242–243, 484.
18. ↑  Herzog, 1954, p. 23.
19. ↑  Herzog, 1954, p. 30.
20. 1 2 3 4 5 6  Isserman y Weaver, 2008, p. 243.
21. ↑  Herzog, 1954, p. 3.
22. ↑  Terray, 2001, pp. 242–243.
23. ↑  Terray, 2001, pp. 252, 259.
24. ↑  Herzog, 1951a, p. 157.
25. ↑  Herzog, 1954, p. 31.
26. ↑  Terray, 2001, pp. 242, 245.
27. ↑  Isserman y Weaver, 2008, pp. 244–245, 484.
28. ↑  Herzog, 1954, pp. 44–45.
29. 1 2 3 4 5  Isserman y Weaver, 2008, p. 245.
30. ↑  Bonington, 1971, p. 17.
31. ↑  Terray, 2001, p. 265.
32. ↑  Herzog, 1954, pp. 82–83.
33. ↑  Herzog, 1954, pp. 48, 54, 57, 102–103.
34. ↑  Roberts, 2001, pp. 71–72.
35. ↑  Herzog, 1954, pp. 66–67.
36. ↑  Herzog, 1954, p. 73–91.
37. 1 2 3 4 5  Isserman y Weaver, 2008, p. 246.
38. 1 2  Terray, 2001.
39. ↑  Greene, 1954, p. 493.
40. ↑  Herzog, 1954, pp. 95–96.
41. ↑  Terray, 2001, pp. 274.
42. ↑  Herzog, 1954, pp. 95–124.
43. ↑  Soroka, 1998, pp. 89–92.
44. ↑  Herzog, 1954, p. 121.
45. ↑  Roberts, 2001, pp. 75, 89.
46. ↑  Day, 2010, p. 189.
47. ↑  Herzog, 1954, p. 128.
48. 1 2  anon, 2016.
49. ↑  Herzog, 1954, pp. 122, 148.
50. 1 2  Terray, 2001, p. 276.
51. ↑  Herzog, 1954, pp. 121, 135.
52. ↑  Herzog, 1954, pp. 148, 154.
53. ↑  Terray, 2001, pp. 291–292.
54. ↑  Herzog, 1954, pp. 193–197, 206.
55. ↑  Roberts, 2001, pp. 120–121.
56. ↑  Herzog, 1954, p. 148.
57. ↑  Roberts, 2001, p. 176.
58. ↑  Horrell, 2016. , "... los miembros del equipo francés se movían como panteras de la nieve."
59. ↑  Roberts, 2001, pp. 89–91.
60. ↑  Terray, 2001, pp. 281–283.
61. ↑  Isserman y Weaver, 2008, pp. 246, 248.
62. ↑  Herzog, 1954, pp. 161, 180.
63. ↑  Isserman y Weaver, 2008, p. 248.
64. ↑  Isserman y Weaver, 2008, pp. 248–249.
65. ↑  Harper, 1999, p. 170.
66. ↑  Herzog, 1954, p. 193–195.
67. ↑  Roberts, 2001, pp. 45–46.
68. ↑  Isserman y Weaver, 2008, p. 249.
69. ↑  Terray, 2001, pp. 288-289.
70. 1 2  Isserman y Weaver, 2008, pp. 249–251.
71. ↑  Kléber, 1950.
72. ↑  Roberts, 2001, p. 82.
73. ↑  Roberts, 2001, p. 98.
74. ↑  Herzog, 1954, p. 195.
75. 1 2 3  Isserman y Weaver, 2008, p. 251.
76. ↑  Roberts, 2001, p. 92.
77. ↑  Terray, 2001, pp. 284–287.
78. ↑  Roberts, 2001, pp. 92–93.
79. ↑  Isserman y Weaver, 2008, pp. 251–252.
80. ↑  Greene, 1954, p. 494.
81. 1 2  Roberts, 2001, p. 100.
82. ↑  Herzog, 1954, p. 200.
83. ↑  Terray, 2001, pp. 289–290.
84. ↑  Herzog, 1954, pp. 205–207.
85. 1 2 3 4  Isserman y Weaver, 2008, p. 252.
86. ↑  Herzog, 1954, pp. 212–225.
87. ↑  Greene, 1954, pp. 494–495.
88. ↑  Roberts, 2001, p. 21.
89. ↑  Herzog, 1954, pp. 226–240.
90. 1 2 3  Herzog, 1954, pp. 241–255.
91. ↑  Roberts, 2001, p. 122.
92. ↑  Herzog, 1954, pp. 256–259.
93. ↑  Herzog, 1954, pp. 262–275.
94. 1 2  Herzog, 1954, pp. 264–287.
95. ↑  Roberts, 2001, p. 130.
96. ↑  Terray, 2001, p. 253.
97. ↑  Roberts, 2001, p. 127, 133.
98. ↑  Mahé, 2009.
99. ↑  Roberts, 2001, p. 136.
100. ↑  RTL, 2012.
101. 1 2  Roberts, 2001, pp. 136–137.
102. ↑  Barcott, 2000.
103. ↑  Isserman y Weaver, 2008, pp. 252–253.
104. 1 2 3 4  Roberts, 2001, p. 22.
105. ↑  L'Annapurna, premier «8000» français
106. 1 2  Roberts, 2001, p. 141.
107. ↑  Roberts, 2001, pp. 24–25, 42–43.
108. ↑  Roberts, 2001, p. 179.
109. 1 2  Roberts, 2001.
110. ↑  Herzog, 1951.
111. ↑  Roberts, 2001, p. 138.
112. ↑  Herzog, 1954.
113. ↑  Isserman y Weaver, 2008, p. 253.
114. ↑  Herzog y Ichac, 1951.
115. ↑  Herzog, 1981.
116. ↑  Roberts, 2001, p. 81.
117. ↑  Roberts, 2001, p. 137.
118. ↑  Roberts, 2001, p. 50.
119. ↑  Roberts, 2001, pp. 47, 88.
120. ↑  Roberts, 2001, p. 103.
121. ↑  Roberts, 2001, pp. 167–173.
122. ↑  Roberts, 2001, pp. 164–166, 172.
123. ↑  Roberts, 2001, p. 123, 172.
124. ↑  Lachenal, 1956.
125. ↑  Roberts, 2001, pp. 173–177, 224.
126. ↑  Terray, 1961.
127. ↑  Roberts, 2001, pp. 206–209.
128. ↑  Roberts, 2001, p. 68.
129. ↑  Terray, 2001, p. 258.
130. ↑  Roberts, 2001, pp. 66–68, 193.
131. ↑  Roberts, 2001, pp. 26, 146, 153.
132. ↑  Roberts, 2001, pp. 26, 32, 151–153.
133. ↑  Ballu, 1996.
134. ↑  Roberts, 2001, p. 33.
135. ↑  Roberts, 2001, p. 76.
136. ↑  Roberts, 2001, p. 180.
137. ↑  Lachenal, 1996.
138. ↑  Roberts, 2001, pp. 24–27, 173–178.
139. ↑  Harper, 1999.
140. ↑  Roberts, 2001, p. 121, 123, 128.
141. ↑  Roberts, 2001, p. 49–52.
142. ↑  Herzog, 1998.
143. ↑  Roberts, 2001, pp. 101.
144. ↑  Roberts, 2001, p. 185.
145. ↑  Roberts, 2001, p. 126.
146. ↑  Roberts, 2001, p. 86.
147. ↑  Roberts, 2001, pp. 102–103.
148. ↑  Terray, 2001, pp. 287–288.
149. ↑  Roberts, 2001, pp. 99–100.
150. ↑  Roberts, 2001, pp. 100–105, 139.
151. ↑  Roberts, 2001, pp. 41, 147, 179–181.
152. 1 2  Barthe, 1997.
153. ↑  Roberts, 2001, p. 182.
154. ↑  Roberts, 2001, pp. 127, 179–181, 218–219.
155. ↑  Roberts, 2001, pp. 182–183.
156. ↑  Roberts, 2001, pp. 186–187.
157. ↑  Palais, 2001.
158. ↑  Roberts, 2001, pp. 216–218.
159. 1 2  Roberts, 2001, pp. 215–219.
160. ↑  Ballu, 2012.
161. ↑  Day, 2010, pp. 188–189.
162. ↑  Day, 2010, p. 182.

### Trabajos citados
- Barcott, Bruce (4 de junio de 2000). «No Room at the Top». archive.nytimes.com (The New York Times).
- Barthe, Patrick (1997). «Book review: Carnets du Vertige». American Alpine Journal: 365.
- Ballu, Yves (26 de diciembre de 2012). «Herzog et Lachenal sont-ils parvenus au sommet de l'Annapurna? - Kairn». Kairn (en fr-FR).
- Bonington, Chris (1971). Annapurna South Face. Book Club Associates.
- Day, Henry (2010). «Annapurna Anniversaries». Alpine Journal: 181-189.
- Greene, Raymond (14 de julio de 1954). «High Altitude Medecine». Alpine Journal 59 (289).
- Harper, Sue (1999). «Other Annapurnas». Alpine Journal 104 (348): 170-174.
- Herzog, Maurice (1951a). «Annapurna». Alpine Journal 58 (282): 155-168.
- Herzog, Maurice (1954). Annapurna (Nea Morin, Janet Adam Smith, trad.). Reprint Society. Introducción por Shipton, Eric.
- Horrell, Mark (30 de marzo de 2016). «An early history of the 8000m peaks: the first ascent of Annapurna». Footsteps on the Mountain. Mark Horrell.
- Isserman, Maurice; Weaver, Stewart (2008). «The Golden Age Postponed». Fallen Giants : A History of Himalayan Mountaineering from the Age of Empire to the Age of Extremes (1 edición). New Haven: Yale University Press. ISBN 9780300115017.
- Kléber (1950). «Kleber 1950». Kléber. Archivado desde el original el 25 de marzo de 2018.
- Mahé, Patrick (26 de marzo de 2009). «L'Himalaya a sauvé Paris Match» (en francés). Paris Match.
- Palais, Robert (2001). «Book review: True Summit». American Alpine Journal: 420.
- Roberts, David (2001). True summit : what really happened on Maurice Herzog's first legendary ascent of Annapurna. London: Constable. ISBN 978-1-84119-339-7.
- Uso incorrecto de la plantilla enlace roto (enlace roto disponible en Internet Archive; véase el historial, la primera versión y la última).
- Soroka, Waldemar (1998). «Annapuma North..West Ridge».  (Doubrawa-Cochlin, Ingeborga, trad.). Alpine Journal.
- Terray, Lional (2001). «Annapurna». Conquistadors of the useless: from the Alps to Annapurna. London: Baton Wicks. pp. 232-306. ISBN 9781898573388.
- Ward, M. P.; Clark, P. K. (March 1992). «Everest, 1951: Cartographic and Photographic Evidence of a New Route from Nepal». The Geographical Journal 158 (1): 47-56. JSTOR 3060016. doi:10.2307/3060016.
- anon (11 de enero de 2016). «Annapurna 1950, chronologie de l'affaire - Summit Day». Summit Day (en fr-FR). Para fechas se establecieron campamentos.

### Relatos de primera mano de la expedición
En orden cronológico según la primera edición en francés:
- Herzog, Maurice (1951). Annapurna, premier 8000 (en francés). Éditions Arthaud.
  - Herzog, Maurice (1952). Annapurna. Conquest of the First 8000-Metre Peak (26,493ft) (Nea Morin, Jane Adam Smith, trad.) (en inglés). London: Jonathan Cape. Introducción por Shipton, Eric.
- Herzog, Maurice (November 1951). «Annapurna». Alpine Journal (en inglés) 58 (282): 155-168.
- Herzog, Maurice; Ichac, Marcel (1951). Regards vers l'Annapurna (en francés). Arthaud.
- Lachenal, Louis (1956).  Herzog, Gérard, ed. Carnets du vertige (en francés). Paris: Pierre Horay. No hay traducción al inglés.
- Terray, Lionel (1961). Les conquérants de l'inutile. Des Alpes à l'Annapurna (en francés). Paris: Éditions Gallimard.
  - Terray, Lionel (1963). Conquistadors of the Useless: From the Alps to Annapurna (Geoffrey Sutton, trad.) (en inglés). Gollancz.
- Herzog, Maurice (1981). «Un autre regard». Les grandes aventures de l'Himalaya. Annapurna, Nanga Parbat, Chogori, K2 (en francés). Grenoble: JC Lattes.
- Ballu, Yves (1996). Gaston Rébuffat : une vie pour la montagne (en francés). Paris: Éditions Hoëbeke. ISBN 978-2842300159. No de primera mano, sino una biografía póstuma, publicada con la aprobación de Rébuffat.
- Lachenal, Louis (1996). Carnets du vertige (en francés). Michel Guérin. versión íntegra.
- Herzog, Maurice (1998). L'autre Annapurna (en francés). Paris: Éditions Robert Laffont. ISBN 978-2221087138.
- Herzog, Maurice (2007). Renaître: une autre vie après l'Annapurna (en francés). Paris: Jacob-Duvernet. ISBN 9782847241624.

### Otros
- Buffet, Charlie (7 de junio de 2000). «Maurice Herzog, 81 ans, héros de l'Annapurna, cultive depuis 1950 la légende qui lui a ouvert une vie d'honneurs et de pouvoir. Droits d'hauteur». Libération.fr (en francés). Archivado desde el original el 4 de abril de 2018. Consultado el 25 de abril de 2019.
- Cusick, James (14 de diciembre de 2012). «Maurice Herzog: Mountaineer who became one of the first two men to ascend Annapurna». The Independent.
- Douglas, Ed (14 de diciembre de 2012). «Maurice Herzog obituary». Guardian.
- Messner, Reinhold (2000). Annapurna: 50 years of expeditions in the death zone. Seattle: Mountaineers Book. ISBN 9780898867381.
- «Victoire sur l'Himalaya». Paris Match: 12-27. 19 de agosto de 1950.

- Datos: Q3062437